# Abbasabad-e Sofla
Abbasabad-e Sofla, Abbāsābād-e Soflá (perski: عباس ابادسفلي) – wieś w północnym Iranie, w ostanie Zandżan. W 2006 roku miejscowość liczyła 505 osób w 98 rodzinach.